# Gare de Sarraltroff
La gare de Sarraltroff est une ancienne gare ferroviaire française de la ligne de Réding à Metz-Ville, située à l'entrée du bourg centre de la commune de Sarraltroff, dans le département de la Moselle, en région Grand Est.
Programmée par l'administration française, elle est construite et mise en service en 1878 par la Direction générale impériale des chemins de fer d'Alsace-Lorraine (EL). Devenue une simple halte, après la fermeture puis la démolition de son bâtiment voyageurs au cours du XXe siècle, elle est totalement fermée en 2000.

## Situation ferroviaire

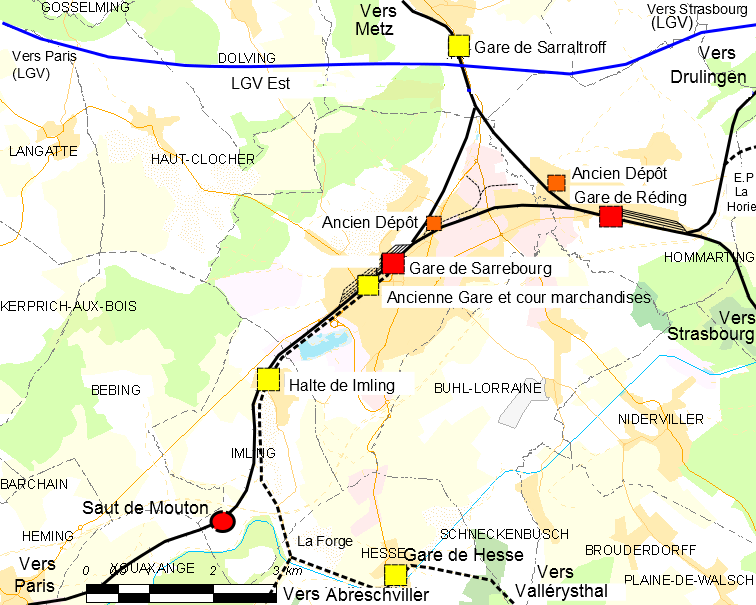
Plan des lignes du secteur ferroviaire de Sarrebourg – Réding.

Établie à 244 mètres d'altitude, la gare de Sarraltroff était située au point kilométrique (PK) 70,793 de la ligne de Réding à Metz-Ville, entre la gare ouverte de Réding et la gare fermée d'Oberstinzel.
Le raccordement de Sarrebourg à Sarraltroff permet de rejoindre directement la gare de Sarrebourg, évitant ainsi un rebroussement en gare de Réding.
Depuis 2012, le viaduc de la Sarre, réalisé dans le cadre de la seconde phase de la LGV Est européenne, passe au-dessus de la ligne classique non loin au sud de l'ancienne gare.

## Histoire

### Origine
Dès le début des années 1840, la municipalité de Sarraltroff montre de l'intérêt pour cette nouvelle forme de transport qu'est le chemin de fer en votant une contribution de 500 francs à la demande du préfet pour l'établissement de la ligne de Paris à Strasbourg. 
L'arrivée du train sur la commune prend forme lorsque le Conseil général de la Moselle lance le projet d'une ligne d'intérêt local reliant Sarrebourg et Sarreguemines pour faciliter la desserte des gisements charbonniers et des communes restées à l'écart du chemin de fer. L'avant projet prévoit pour Sarraltroff « une halte contiguë aux maisons inférieures de la rue qui conduit à la Sarre ». Confronté aux demandes des militaires et au refus de la Compagnie de l'Est, le projet remanié est celui d'une voie unique à écartement standard. La concession est attribuée le 11 octobre 1868 à une société belge avant d'être reprise par la Société anonyme des chemins de fer de Lorraine qui ouvre le chantier au printemps 1869. La Guerre franco-allemande de 1870 marque l'arrêt de la construction au mois de juillet.

### Gare allemande (1871-1919)
Après la défaite militaire, la commune est située dans la zone annexée fixée par le traité de Versailles du 18 janvier 1871. C'est la Direction générale impériale des chemins de fer d'Alsace-Lorraine (EL) qui rouvre le chantier de la ligne qu'elle met en service le 1er novembre 1872. Les négociations avec la commune n'aboutissant pas, cela repousse la création d'un arrêt sur le tronçon qui passe près du bourg. 

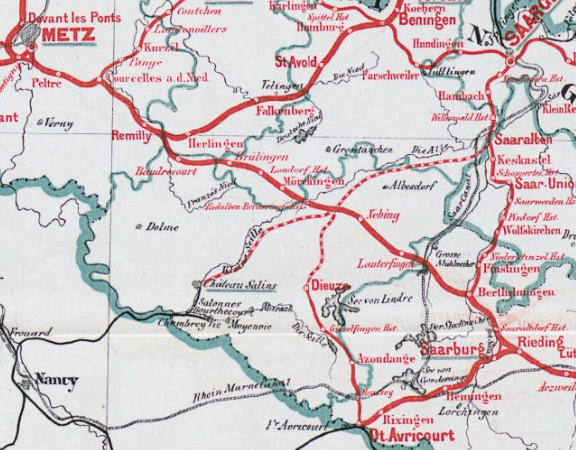
Plan de la ligne en 1878 où figure la halte.

Mais l'administration allemande travaille sur un nouveau projet de ligne stratégique passant par la commune. Cela aboutit à une déclaration d'utilité publique le 9 janvier 1874 pour une ligne de Rémilly à Sarrebourg via Berthelming. Le tracé projeté prévoit le doublement de la voie qui passe sur la commune et la création d'une halte. Les chantiers ouvrent en 1875, la petite section de Sarraltroff à Réding est mise en service le 15 octobre 1877. Cette même année 1877, la section à double voie de Rémilly à Berthelming est ouverte le 10 décembre et le tronçon de Berthelming à Sarraltroff est mis également à double voie, alors qu'il était à voie unique depuis 1872.
La mise en service de la halte de Sarraltroff (à l'époque « Saaraltdorf ») a lieu en 1878. Le site comporte, un bâtiment voyageurs en L à deux ouvertures en façade avec un étage et deux toitures à deux pans sur combles. Cet édifice est d'une architecture similaire à ceux des gares de Lutzelhouse, Urmatt et Gresswiller.
Le 12 juin 1902 la gare est raccordée au réseau d'eau municipal par une conduite, de 310 mètres de long, établie par l'administration des  chemins de fer. Ce raccordement est à la charge de l'administration, mais le conseil municipal lui accorde une dispense de payer une indemnité à la commune tant que c'est une fontaine publique proche qui l'alimente. Le 6 mars 1904 la gare branchée sur la canalisation d'eau courante de la ville moyennant, une contribution de 800 Marks, la charge du branchement et une redevance annuelle de 300 Marks. 
En juillet 1906, le conseil municipal réagit au projet de création d'une passerelle métallique au dessus des voies. Il s'y oppose en refusant de céder un terrain nécessaire, argumentant sur le fait que la passerelle ne serait pas ou difficilement accessible aux personnes avec bagages, enfants, personnes âgées et aux handicapés, et qu'elle serait encore plus dangereuse pendant l'hiver. Elle soutient et serait d'accord pour fournir le terrain nécessaire à la création d'un souterrain de deux mètres de haut.

### Gare française (1919-2000)
Le 19 juin 1919, la gare entre dans le réseau de l'Administration des chemins de fer d'Alsace et de Lorraine (AL), à la suite de la victoire française lors de la Première Guerre mondiale. Puis, le 1er janvier 1938, cette administration d'État forme avec les autres grandes compagnies la SNCF, qui devient concessionnaire des installations ferroviaires de Sarraltroff. Cependant, après l'annexion allemande de l'Alsace-Lorraine, c'est la Deutsche Reichsbahn qui gère la gare pendant la Seconde Guerre mondiale, du 1er juillet 1940 jusqu'à la Libération (en 1944 – 1945).
Le bâtiment voyageurs est démoli en 1979. La gare devient alors une simple halte. La passerelle est démolie à une date inconnue.
La gare est définitivement fermée en mai 2000.

### Après la fermeture
En 2001, Réseau ferré de France (RFF) fait détruire les quais. Seul subsiste le petit bâtiment annexe (toujours présent et en bon état en août 2012), qui était situé dans le prolongement de l'ancien bâtiment voyageurs dont il était séparé par l'ancienne passerelle (voir image infobox). La parcelle du site de la gare reste la propriété de la SNCF, qui a refusé de la vendre à la commune, mais qui signe une convention avec la municipalité pour la tonte du gazon qui la recouvre.
Lors de l'inauguration du viaduc de la Sarre, le 25 juillet 2012, le maire de la commune utilise cette opportunité pour faire part aux hauts responsables de RFF que la municipalité a fait d'importants sacrifices pour cette réalisation avec notamment l'abandon de 40 hectares et qu'il estime possible qu'il y ait une compensation avec le problème de la place de l'ancienne gare. Car la commune en a besoin pour son circuit d'eau et apprécierait notamment de ne pas avoir à payer un droit de passage pour ses canalisations. La réponse est venue du directeur de la région Alsace qui propose maintenant d'« acquérir tout ou partie de ce terrain ». Depuis, le conseil municipal a voté cet achat qui maintenant suit son cours et doit permettre d'avoir assez de place pour créer une station de relevage du réseau d'assainissement en commun avec des communes proches. La SNCF procède au bornage de la place en 2013. Le prix d'achat est de 15 000 euros pour une surface d'environ 9,04 ares.
L'ancien bâtiment annexe, dernier vestige de la gare, a été démoli en 2014[réf. nécessaire]. Seul subsiste le passage à niveau permettant la traversée des voies.

## Service routier de substitution
La gare de Sarraltroff est fermée à tout trafic. Les gares ouvertes les plus proches sont celles de Sarrebourg et de Réding.
Le site de l'ancienne gare dispose d'un arrêt « SNCF » desservi par des autocars TER et par le service iSi tad (service de transport à la demande de l'agglomération sarrebourgeoise).